# Quartinia separata
Quartinia separata är en stekelart som beskrevs av Gusenleitner 1997. Quartinia separata ingår i släktet Quartinia och familjen Masaridae. Inga underarter finns listade i Catalogue of Life.